# Schellekens (geslacht)
Schellekens was een notabele familie in Aalst en Dendermonde, waarvan vanaf het einde van de negentiende eeuw verschillende leden in de Belgische erfelijke adel werden opgenomen.

## Genealogie
- François Schellekens (1757-1837), maire van Lede, x Marie-François Parmentier (1773-1842)
  - Louis Schellekens (1811-1887), voorzitter van de rechtbank van koophandel in Aalst, x Thérèse Jelie (°1824)
    - Jean-Baptiste Schellekens (zie hierna)
    - Léon Schellekens (zie hierna)

  - Jean-Edouard Schellekens (zie hierna)

## Geschiedenis
De familie Schellekens was afkomstig uit Breda, waar ze tot de notabelen behoorde en enkele leden van deze familie schepen werden. Jean-Baptiste Schellekens (Breda, 1625 - Dendermonde, 1685) verliet Breda omwille van de moeilijkheden die hij er als katholiek ondervond en vestigde zich in Dendermonde. Zowel hij als zijn zoon Jean-Baptiste, werden ontvanger van belastingen in deze stad. Uit zijn drie opeenvolgende huwelijken had Jean-Baptiste senior talrijke kinderen, met verdere afstammelingen, onder wie de hierna volgenden.

## Jean-Baptiste Schellekens
- Jean-Baptiste Marie Charles Antoine Schellekens (Aalst, 6 november 1849 - Brussel, 29 april 1906) trouwde in 1886 in Aalst met de Aalsterse Laurence de Clercq (1861-1890). Ze hadden drie dochters en een zoon. Jean-Baptiste werd in 1888 in de Belgische erfelijke adel opgenomen, met de titel ridder, overdraagbaar bij eerstgeboorte.
  - Louis Schellekens (1890-1972) trouwde in 1919 in Vliermaalroot met barones Camille de Heusch de la Zangrye. Het echtpaar bleef kinderloos en deze familietak is bij zijn dood uitgedoofd.

## Léon Schellekens
Léon Prosper Clément Antoine Schellekens (Aalst, 16 februari 1854 - Brussel, 7 januari 1918) werd in 1888 in de Belgische erfelijke adel opgenomen en kreeg in 1910 de persoonlijke titel ridder. Hij bleef ongehuwd.

## Jean-Edouard Schellekens
- Jean-Edouard Schellekens (Dendermonde, 18 april 1813 - 18 april 1906) trouwde in Lede in 1842 met Célestine Eeman (1819-1894). Het echtpaar had vijf kinderen. Hij werd in 1888 opgenomen in de Belgische erfelijke adel en kreeg in 1896 de titel ridder, overdraagbaar bij eerstgeboorte. Hij werd voorzitter van de rechtbank van eerste aanleg in Dendermonde en was voorzitter van de Burgerlijke godshuizen in deze stad.
  - Oscar Schellekens (1843-1930), werd senator. Hij trouwde in Wervik in 1875 met Flavie Verhaeghe (1848-1917). Met afstammelingen tot heden.
  - Marie-Ludwine Schellekens (1848-1925), trouwde met Napoleon de Pauw (1835-1922), procureur-generaal in Gent.